# Мёрфи, Джозеф (прелат)
Джозеф Мёрфи (англ. Joseph Murphy; род. 23 мая 1962, Корк, Ирландия) — ирландский куриальный прелат и ватиканский дипломат. Руководитель протокола государственного секретариата Святого Престола с 22 марта 2018 по 14 сентября 2023. Заместитель секретаря Отдела дипломатического персонала Государственного секретариата Ватикана с 14 сентября 2023.

## Биография
Джозеф Мёрфи родился в Корке, Ирландия. Мёрфи был рукоположен в священники 11 июля 1993 года для епархии Клойна.
Мёрфи учился в Папском Ирландском колледже и Папском Французском колледже, а также в Папском Григорианском университете в Риме, где он получил докторскую степень в священной теологии.
Мёрфи начал своё служение на дипломатической службе Святого Престола, в секции по общим вопросам, 1 октября 1997 года. В 2002 году он был назначен личным секретарём кардинала Анджело Содано, тогдашним государственным секретарём Святого Престола.
Мёрфи был переведён в Секцию по связям с государствами 15 сентября 2006 года.
22 марта 2018 года монсеньор Мёрфи был назначен руководителем протокола государственного секретариата Святого Престола, сменив Жозе Авелину Беттанкура.
Как руководитель протокола государственного секретариата Святого Престола Мёрфи рассматривает процедуры, касающиеся предоставления агремана для новых послов, их приём, когда они прибывают в Рим, их первые протокольные визиты заместителю государственного секретаря по общим вопросам для представления копий своих верительных грамот и секретарю по отношениям с государствами, официальное сообщение торжественной Аудиенции для вручения верительных грамот Папе и всех формальностей, относящихся к дипломатическому персоналу, аккредитованному Святым. Он также имеет дело с официальными запросами на аудиенции со Святым Отцом и отправку временных Папских миссий и посланников.
14 сентября 2023 года Папа Франциск назначил монсеньора Мёрфи заместителем секретаря Отдела дипломатического персонала Государственного секретариата Ватикана.